# Otto Drescher
Otto Johann Drescher (* 5. Oktober 1895 in Mikulec, Königreich Böhmen; † 13. August 1944 bei Memel) war ein deutscher Offizier, zuletzt Generalleutnant der Wehrmacht im Zweiten Weltkrieg.

## Leben
Otto Drescher diente ab 1910 für vier Jahre im Infanterie-Kadetten-Korps Liebenau bei Graz. Am 1. September 1914 ging er als Fähnrich in das k.u.k. Feldjägerbataillon Nr. 25 (Brünn). Beim Sturm auf Maziarka-Opktorin wurde er am 22. Juni 1915 und abermals im Juli 1917 bei Koninchy, u. a. durch eine Bruststeckschuss, verwundet. Am 1. Oktober 1917 wurde er Kompanieführer im k.u.k. Sturm-Bataillon Nr. 25. In der gleichen Position ging er Mitte März 1918 zum Jäger-Bataillon 25. Ende Mai 1918 wurde er am Tonalepass erneut verwundet und erlitt neben einem Kopfschuss, mehrere Durchschüsse durch Arme, Beine und die Hüfte. Am 30. September 1918 ging er als Regiments-Adjutant zum Jäger-Regiment 1, wechselte dann im Dezember 1918 als Bataillons-Adjutant zum österreichischen Jäger-Bataillon I.
Als Zugführer in der Jäger-Kompanie des deutschen Freikorps von Hülsen diente Drescher ab 1. April 1919 in der Reichswehr. Vom 12. Mai 1919 bis 15. Mai 1920 war er Zugführer im Garde-Jäger-Bataillon des Reichswehr-Jäger-Bataillons 3. Anschließend wurde er aus der Armee verabschiedet.
Am 7. Juni 1920 trat er als Polizei-Oberleutnant in die Sicherheitspolizei Düsseldorf ein, ab 1923 bei der Polizeiverwaltung Wuppertal. Am 1. Oktober 1926 ging er zur Schutzpolizei Duisburg und kam er als Bearbeiter am 17. Mai 1933 in den Stab der Landespolizei-Inspektion West (Düsseldorf). In der gleichen Position wechselte er Anfang Oktober 1935 zur Landespolizei-Inspektion Süd (Stuttgart/Pforzheim).
Am 16. März 1936 wurde er vom Polizeidienst in die Wehrmacht überführt und dem Stab der Heeresdienststelle 7 (Freiburg) zugeteilt. Mit Wirkung vom 1. Mai 1936 wurde er am 20. April 1936 Major beim Stab des Infanterie-Regiments 59 (Hildesheim). Hier war er vom 1. Oktober 1936 bis 1. März 1937 Kompaniechef. Anschließend ging er erst in den Stab des neu aufgestellten Infanterie-Regiments 73 (Hannover) bei der 19. Infanterie-Division, um ab 1. April 1937 Kompaniechef zu werden. Vom 2. Juni 1937 bis 12. Juni 1937 belegte er einen Lehrgang für Bataillonskommandeure an der Infanterieschule Döberitz. Ab 12. Oktober 1937 war er dann Kommandeur des II. Bataillons des neu aufgestellten Infanterie-Regiments 74 (Bergen) erneut bei der 19. Infanterie-Division. Am 1. April 1938 wurde er Oberstleutnant. Bei einer Divisionsübung in Bergen stürzte Drescher am 16. September 1938 vom Pferd, wurde dienstunfähig und wurde in das Stadtkrankenhaus Hameln überstellt. In der Folge blieb er „bedingt dienstfähig“ und war damit im Innendienst eingesetzt. Erst am 12. Februar 1940 übernahm er als Kommandeur das I. Bataillon beim neu aufgestellten Infanterie-Regiment 517 wieder ein Kommando. Am 5. Oktober 1940 wurde er mit der Aufstellung des Infanterie-Regiments 434 beauftragt und übernahm anschließend die Führung über das Regiment bei der 131. Infanterie-Division. Diese kämpfte im Ostfeldzug, Drescher wurde am 1. April 1941 mit Patent zum 1. Juni 1940 zum Oberst befördert und für seinen Einsatz an der Front am 30. August 1941 das erste Mal für das Ritterkreuz des Eisernen Kreuzes vorgeschlagen, später erneut am 27. Februar 1944 um es Anfang April 1944 dann verliehen zu bekommen. Ab 20. November 1941 war Drescher aufgrund einer Stimmbandlähmung zur Genesung in Deutschland und gab im Herbst 1942 das Kommando über das Infanterie-Regiments 434 ab.
Zwischen Anfang März und 8. Juni 1943 war er mit der Führung der 35. Infanterie-Division beauftragt. Zeitgleich wurde er ab Mitte März 1943 in die Führerreserve versetzt. Am 1. Juni 1943 zum Generalmajor befördert, übernahm der Generalleutnant Ludwig Merker am 8. Juni 1943 wieder das Kommando. Anschließend übernahm er im Abschnitt des XII. Armeekorps im Raum Mogilew die Führung der 267. Infanterie-Division, die einen Monat später im Verlauf der Operation Bagration im Kessel östlich von Minsk zerschlagen wurde. Die Reste der Division kämpften später um Mogilew. Die Reste der 267. Infanterie-Division wurden am 13. August 1944 bei den Rückzugskämpfen an der Memel aufgerieben, wobei hier der Divisionskommandeur Drescher starb. Mitcham gibt an, dass Drescher postum zum Generalleutnant befördert wurde. Dahingegen schreibt Keilig, dass Drescher am 1. Dezember 1943 die Beförderung erhielt.

## Auszeichnungen (Auswahl)
- Eisernes Kreuz II. und I. Klasse
- Spange zum Eisernes Kreuz II. und I. Klasse[6]
- Deutsches Kreuz in Gold am 29. Januar 1942
- Ritterkreuz des Eisernen Kreuzes am 6. April 1944[1][7]